# Henri Pescarolo
Henri Jacques William Pescarolo (Francuska, 25. rujna 1942.) je bivši francuski vozač automobilističkih utrka. Utrku 24 sata Le Mansa je osvajao četiri puta, 1972. s Grahamom Hillom kao suvozačem, 1973. i 1974. s Gérardom Larrousseom i 1984. s Klausom Ludwigom. U Formuli 1 se natjecao od 1968. do 1974. i 1976. Najbolji rezultat mu je treće mjesto na VN Monaka 1970.